# Герои Сиваша
Геро́и Сиваша́ (до 1960-х годов Каранки́; укр. Герої Сивашу, крымскотат. Qaranki, Къаранки) — исчезнувшее село в Джанкойском районе Республики Крым, располагавшееся на крайнем северо-западе района, на берегу Сиваша у границы с Красноперекопским районом. Ближайшее существующее ныне село — Томашевка — находится примерно в 9 км южнее.

### Динамика численности населения
| - 1805 год — 221 чел. - 1864 год — 101 чел. - 1889 год — 155 чел. - 1892 год — 55 чел. | - 1900 год — 55 чел. - 1915 год — 86 чел. - 1926 год — 73 чел. |

## История
Первое документальное упоминание села встречается в Камеральном Описании Крыма… 1784 года, судя по которому, в последний период Крымского ханства Карантак входил в Дип Чонгарский кадылык Карасубазарского каймаканства. После присоединения Крыма к России (8) 19 апреля 1783 года, (8) 19 февраля 1784 года, именным указом Екатерины II сенату, на территории бывшего Крымского Ханства была образована Таврическая область и деревня была приписана к Перекопскому уезду. После Павловских реформ, с 1796 по 1802 год, входила в Перекопский уезд Новороссийской губернии. По новому административному делению, после создания 8 (20) октября 1802 года Таврической губернии, Каранки были включены в состав Джанайской волости Перекопского уезда.
По Ведомости о всех селениях, в Перекопском уезде состоящих с показанием в которой волости сколько числом дворов и душ… от 21 октября 1805 года в деревне Каранки числилось 34 двора, 209 крымских татар, 5 ясыров и 7 цыган. На военно-топографической карте генерал-майора Мухина 1817 года деревня Янкара обозначена всего с 5 дворами, что, видимо, является ошибкой. После реформы волостного деления 1829 года селение, согласно «Ведомости о казённых волостях Таврической губернии 1829 года», оставили в составе Джанайской волости. На карте 1836 года в деревне 33 дворов, как и на карте 1842 года.
В 1860-х годах, после земской реформы Александра II, деревню включили в состав Бурлак-Таминской волости. В «Списке населённых мест Таврической губернии по сведениям 1864 года», составленном по результатам VIII ревизии 1864 года, Каранки — владельческая татарская деревня, с 15 дворами, 101 жителем и мечетью при колодцахъ. По обследованиям профессора А. Н. Козловского начала 1860-х годов, в селении «… нет колодцев, а только копани с глубиною 7—8 саженей» (14—16 м), вода в которых бывала не постоянно (копань — выкопанная на месте с близким залеганием грунтовых вод яма). На трехверстовой карте Шуберта 1865—1876 годов в деревне отмечены 28 дворов. Согласно «Памятной книжке Таврической губернии за 1867 год», деревня стояла покинутая — ввиду эмиграции крымских татар, особенно массовой после Крымской войны 1853—1856 годов, в Турцию, а по «Памятной книге Таврической губернии 1889 года», включившей результаты Х ревизии 1887 года, в деревне Каранки, уже Ишуньской волости, числился 31 двор и 155 жителей.
После земской реформы 1890 года деревню отнесли к Воинской волости. По «…Памятной книжке Таврической губернии на 1892 год» в Каранках, образующих сельское общество Каранки, было 55 жителей в 11 домохозяйствах; по «…Памятной книжке Таврической губернии на 1900 год» — те же 55 жителей в 11 дворах. В начале XX века невдалеке крымскими немцами был основан хутор Германа-Зайлера Каранки немецкие. По Статистическому справочнику Таврической губернии. Ч.II-я. Статистический очерк, выпуск пятый Перекопский уезд, 1915 год, в Воинской волости Перекопского уезда числились деревня Каранки — 16 дворов с татарским населением в количестве 86 человек приписных жителей, из которых 44 мужчин и 42 женщины. Жители владели 650 десятинами удобной земли, в хозяйствах имелось 20 лошадей. Также было 2 одноимённых хутора: Германа и Зайлера (5 дворов с немецким населением, 38 человек приписных жителей, 10 «посторонних») и Колпакчи, Рот и Наймана (2 двора с русским населением, 18 человек приписных жителей и 4 «посторонних»).
После установления в Крыму Советской власти, по постановлению Крымревкома от 8 января 1921 года № 206 «Об изменении административных границ» была упразднена волостная система и в составе Джанкойского уезда был создан Джанкойский район. В 1922 году уезды преобразовали в округа. 11 октября 1923 года, согласно постановлению ВЦИК, в административное деление Крымской АССР были внесены изменения, в результате которых округа были ликвидированы, основной административной единицей стал Джанкойский район и село включили в его состав. Согласно Списку населённых пунктов Крымской АССР по Всесоюзной переписи 17 декабря 1926 года, в селе Каранки, Асс-Найманского сельсовета Джанкойского района, числилось 18 дворов, все крестьянские, население составляло 73 человека, из них 64 татарина и 6 русских. По данным всесоюзной переписи населения 1939 года в селе проживало 107 человек. На подробной карте РККА северного Крыма 1941 года Каранки обозначен без указания жилых дворов дворов.
В 1944 году, после освобождения Крыма от фашистов, 12 августа 1944 года было принято постановление № ГОКО-6372с «О переселении колхозников в районы Крыма» и в сентябре 1944 года в район приехали первые новоселы (27 семей) из Каменец-Подольской и Киевской областей, а в начале 1950-х годов последовала вторая волна переселенцев из различных областей Украины. С 25 июня 1946 года селение в составе Крымской области РСФСР, а 26 апреля 1954 года Крымская область была передана из состава РСФСР в состав УССР. К 1960 году посёлок был переименован в Герои Сиваша, поскольку на 15 июня 1960 года уже Герои Сиваша числились в составе Целинного сельсовета (согласно справочнику «Крымская область. Административно-территориальное деление на 1 января 1968 года» — в период с 1954 по 1968 год). Ликвидирован до 1968 года, как посёлок Целинного сельсовета.